# Angelo Moriondo
Angelo Moriondo (Torino, 6 giugno 1851 – Marentino, 31 maggio 1914) è stato un inventore e imprenditore italiano noto per aver realizzato la prima macchina da caffè espresso moderna, brevettata il 16 maggio 1884 e presentata all'Expo 1884 di Torino. Così venne progettata la macchina del caffè espresso.

## Biografia
Angelo Moriondo apparteneva a una famiglia di imprenditori; un suo antenato, già alla fine del XVIII secolo, aveva ottenuto dalla corte sabauda una licenza per produrre Vermouth. Il padre, con il fratello Agostino e il cugino Gariglio, fondò la nota fabbrica di cioccolato "Moriondo & Gariglio".

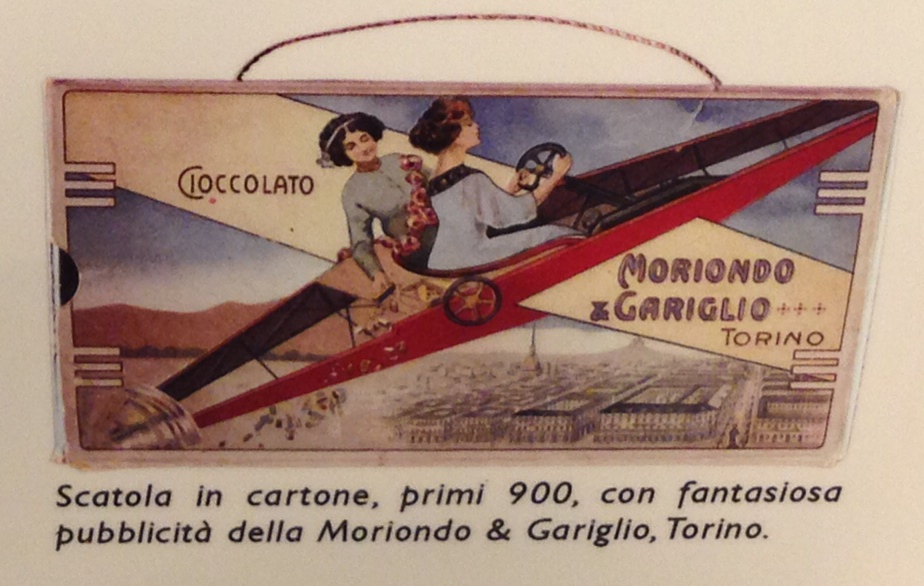
Scatola in cartone per i cioccolatini Moriondo & Gariglio, primi anni del 1900.

Sposò Sinforosa Omegna da cui ebbe quattro figli: Giacomo, Caterina, Margherita ed Antonio.
Sulle orme del padre, fu anch’egli molto impegnato in attività imprenditoriali alberghiere di successo.
Angelo ampliò la sua sfera di attività acquistando a Torino il Grand-Hotel Ligure, nella centralissima piazza Carlo Felice, e l'American Bar nella Galleria Nazionale di via Roma. Fu proprio questa attività alberghiera e di ristorazione che fece sorgere l'esigenza, e quindi l'idea, di mettere a punto una macchina per la produzione del "caffè istantaneo" al fine di soddisfare in tempi rapidi la sempre più esigente e frettolosa clientela.
Fu padre di Giacomo, noto pittore ed illustratore.

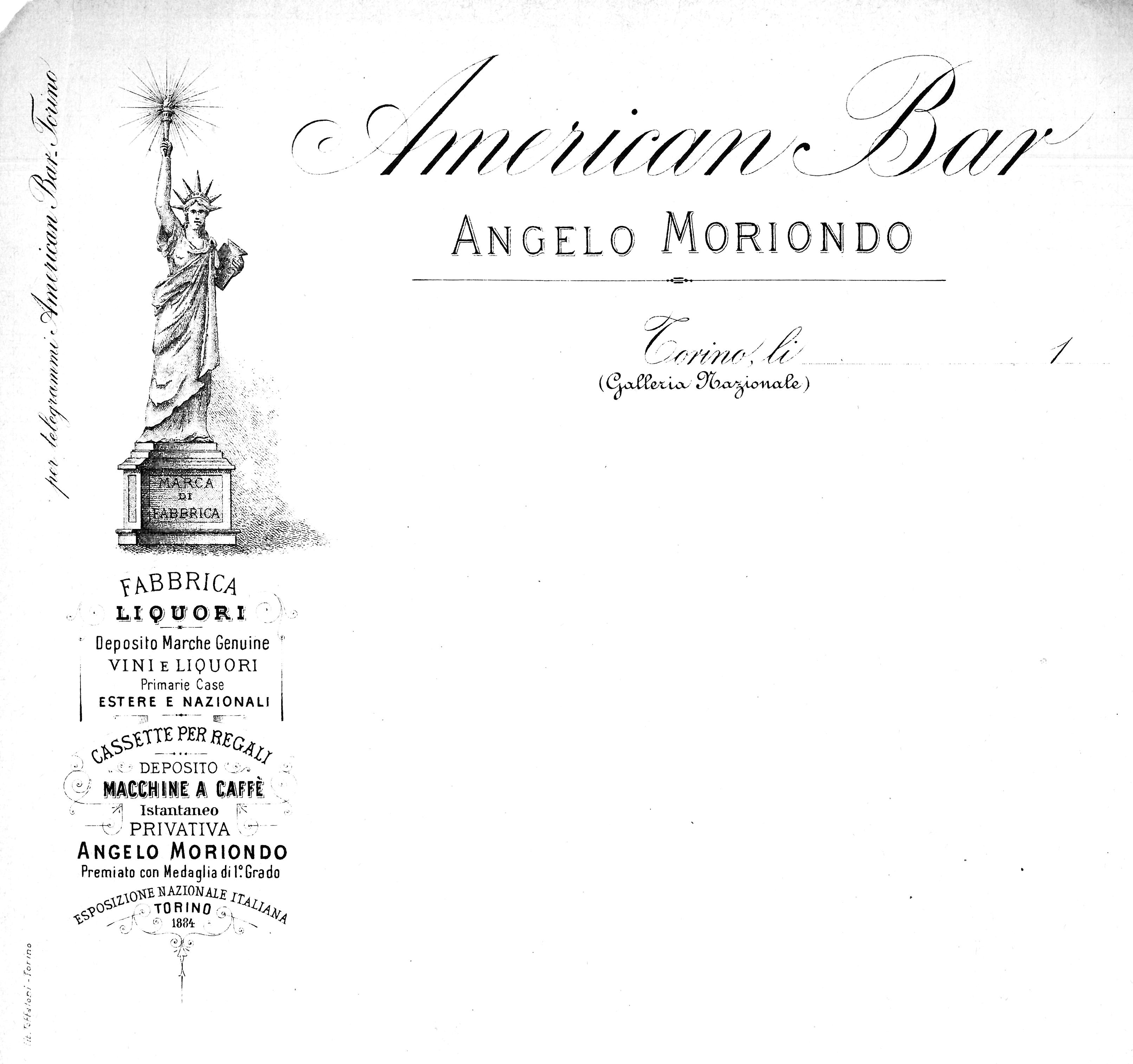
Carta intestata dell'American Bar nella Galleria Nazionale di via Roma a Torino.

## Storia

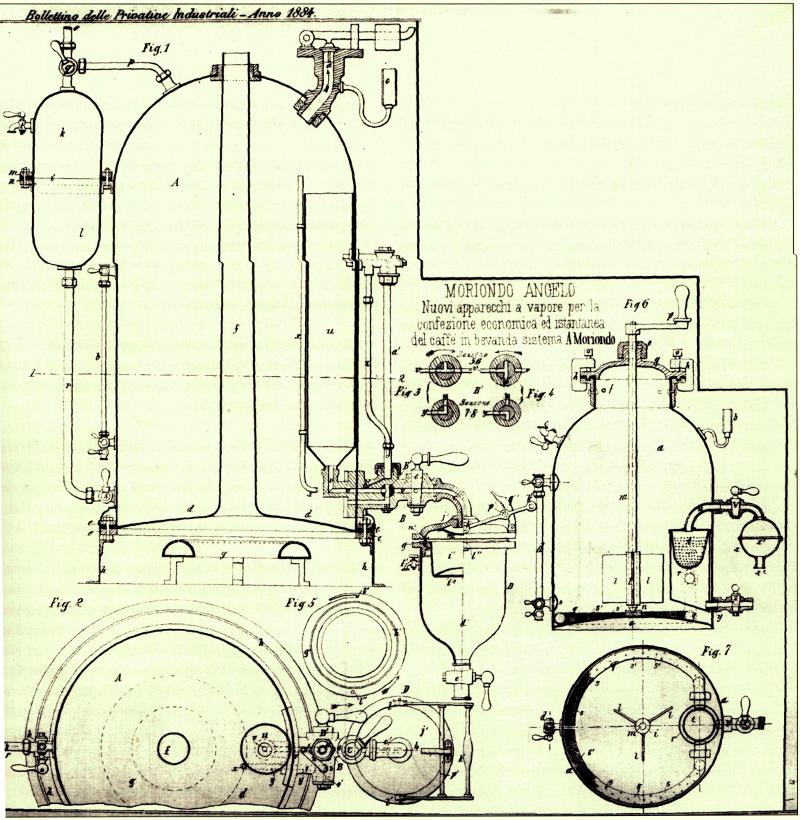
Primo brevetto (16 maggio 1884) della macchina per il caffè espresso

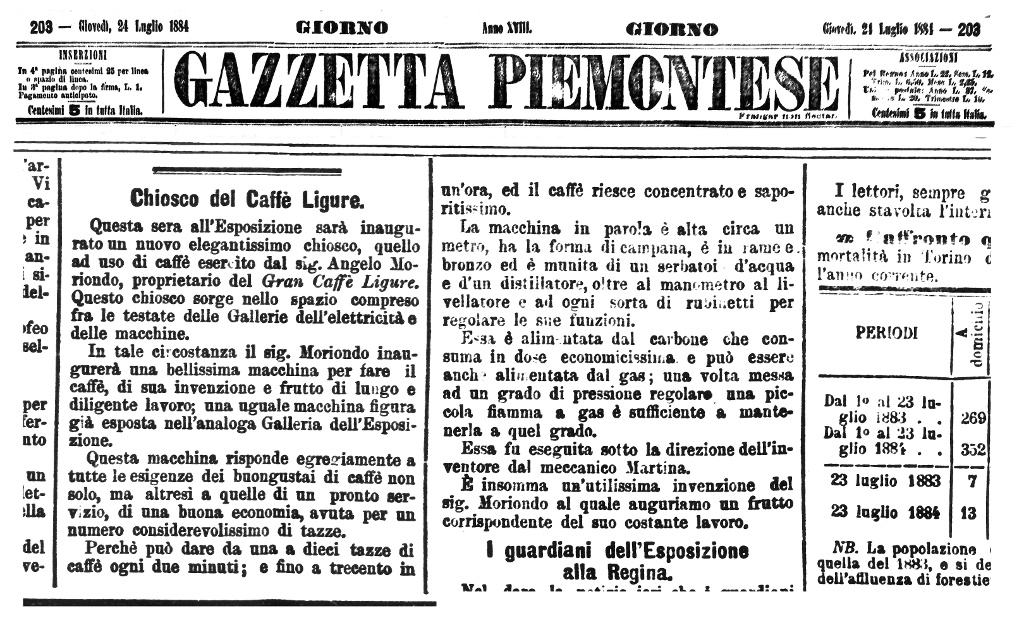
Articolo "Chiosco del caffè Ligure" sulla Gazzetta Piemontese n.203 del 24 luglio 1884 pag.3

Fu in occasione dei grandi preparativi per l’Esposizione Generale del 1884 al Valentino, che Angelo Moriondo, animato sempre da geniale spirito imprenditoriale, pensò di ammodernare i suoi esercizi. Era per lui e per le sue aziende un’opportunità da non perdere, un evento da sfruttare, attendendosi in città l’arrivo di centinaia di migliaia di visitatori provenienti da tutta l’Italia e dall’Estero.
Vi era a quel tempo a Torino una generale atmosfera di rinnovamento, di grandi trasformazioni economiche, politiche e sociali, e l’esposizione fu l’occasione per mettere in moto quel processo virtuoso che, dopo la delusione per la perdita del primato politico con il trasferimento della capitale del regno, avrebbe definitivamente segnato il passaggio di Torino da capitale politica a capitale industriale, facendo rimarcare i grandi progressi compiuti nel mezzo secolo di vita del regime liberale.
Insomma l’Esposizione costituì l’occasione per far risvegliare la città dal torpore in cui era caduta dopo il trasferimento della capitale prima a Firenze e poi a Roma.

## Expo Generale di Torino
La macchina venne presentata in occasione dell'Esposizione generale italiana del 1884 a Torino, presso lo stand allestito da Angelo Moriondo che ne ricevette la medaglia di bronzo. La macchina, costruita in collaborazione con il meccanico Martina sotto la direzione dell'inventore, era in rame e bronzo, alta circa un metro e aveva "la forma di campana", come venne riportato in un articolo della Gazzetta Piemontese del 24 luglio 1884.
Fece inoltre installare la sua macchina all'Esposizione Generale del Valentino dove era stato allestito un chiosco presso il quale i visitatori potevano degustare il caffè prodotto con la nuova macchina.

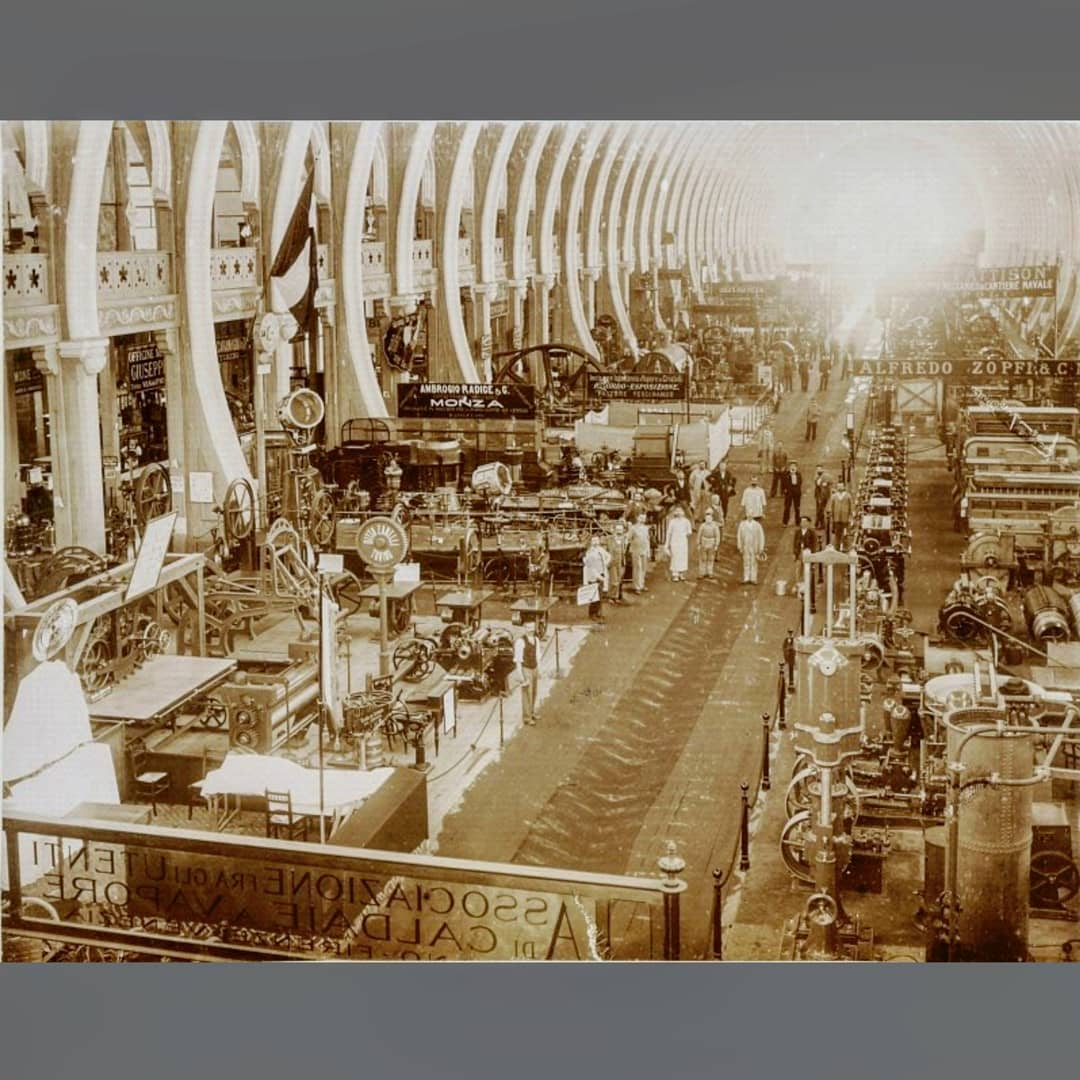
La Galleria del Lavoro, dove si trovava lo stand di Moriondo.

Parlando di questa invenzione così un cronista la descriveva sul settimanale dell'Esposizione: 
È la caffettiera portata al suo massimo sviluppo, ridotta quasi ad essere pensante, e se Redi che ce l’aveva contro "l'amaro e rio caffè" tornasse in vita a vedere come il mondo si preoccupi più del caffè che della poesia, più delle caffettiere che dei poeti.»
Lo stesso cronista sentiva il bisogno di tornare ancora sulla macchina del Moriondo descrivendo più tardi i chioschi dell'Esposizione. Egli si soffermava a descriverne alcuni che si distinguevano per la grandiosità, per l'originalità e la bellezza, progettati da illustri ingegneri e architetti, passando poi in rassegna “quelli che sorgono nel viale fra la facciata della galleria dell'Elettricità e della Guerra e la parte posteriore del palazzo delle Belle Arti”.

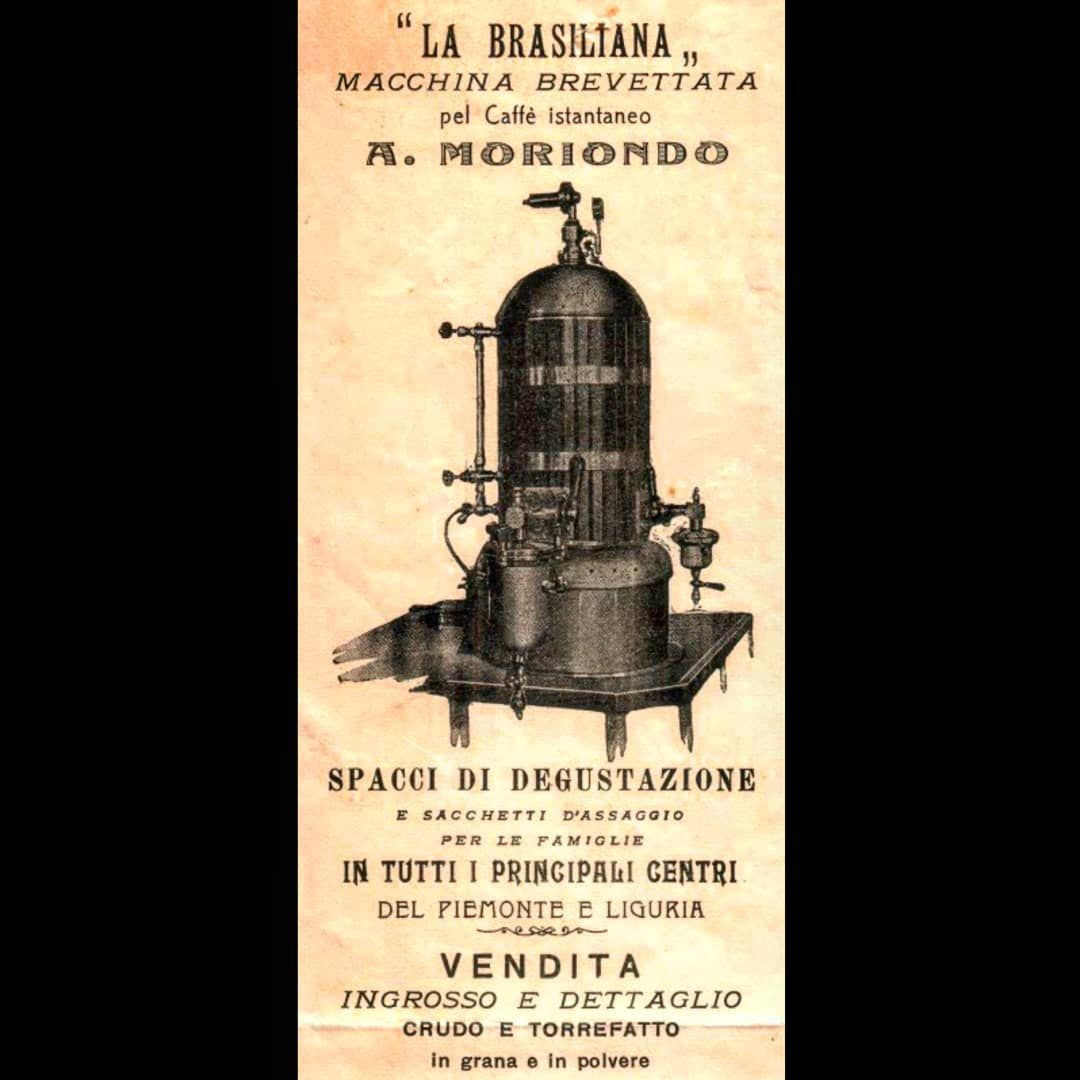
La macchina per caffè espresso La Brasiliana, brevettata da Moriondo.

Ed era qui che egli faceva notare il contrasto fra la modestia della costruzione e la genialità della macchina che v'era esposta: "Qui si trova il modesto chiosco del signor Moriondo dove si ammira la famosa caffettiera miracolosa, invenzione del Moriondo stesso, con cui si preparano dieci, venti, cento tazze di caffè in pochi minuti."
Angelo Moriondo, a seguito della domanda e della documentazione da lui presentata per il rilascio del brevetto il 16 maggio 1884, ne ottenne la registrazione, effettuata al Vol. 33, n. 256, in questi termini:
"Attestato di privativa industriale, per sei anni, a datare dal 30 giugno 1884, rilasciato al signor Moriondo Angelo, a Torino, per un trovato che ha per titolo: Nuovi apparecchi a vapore per la confezione economica ed istantanea del caffè in bevanda. - Sistema A. Moriondo"

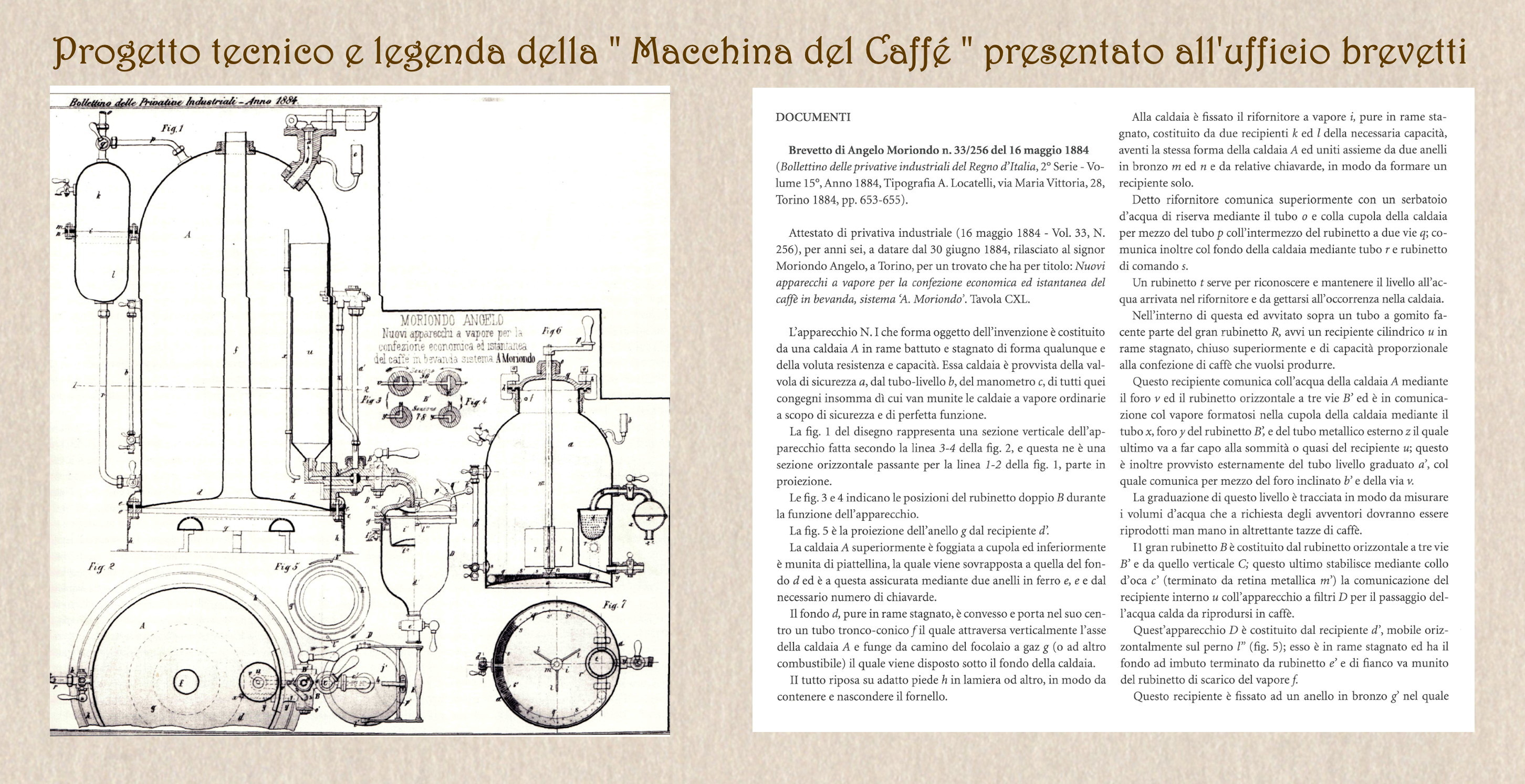
La scheda del progetto tecnico presentata da Moriondo all'Ufficio brevetti nel 1884.

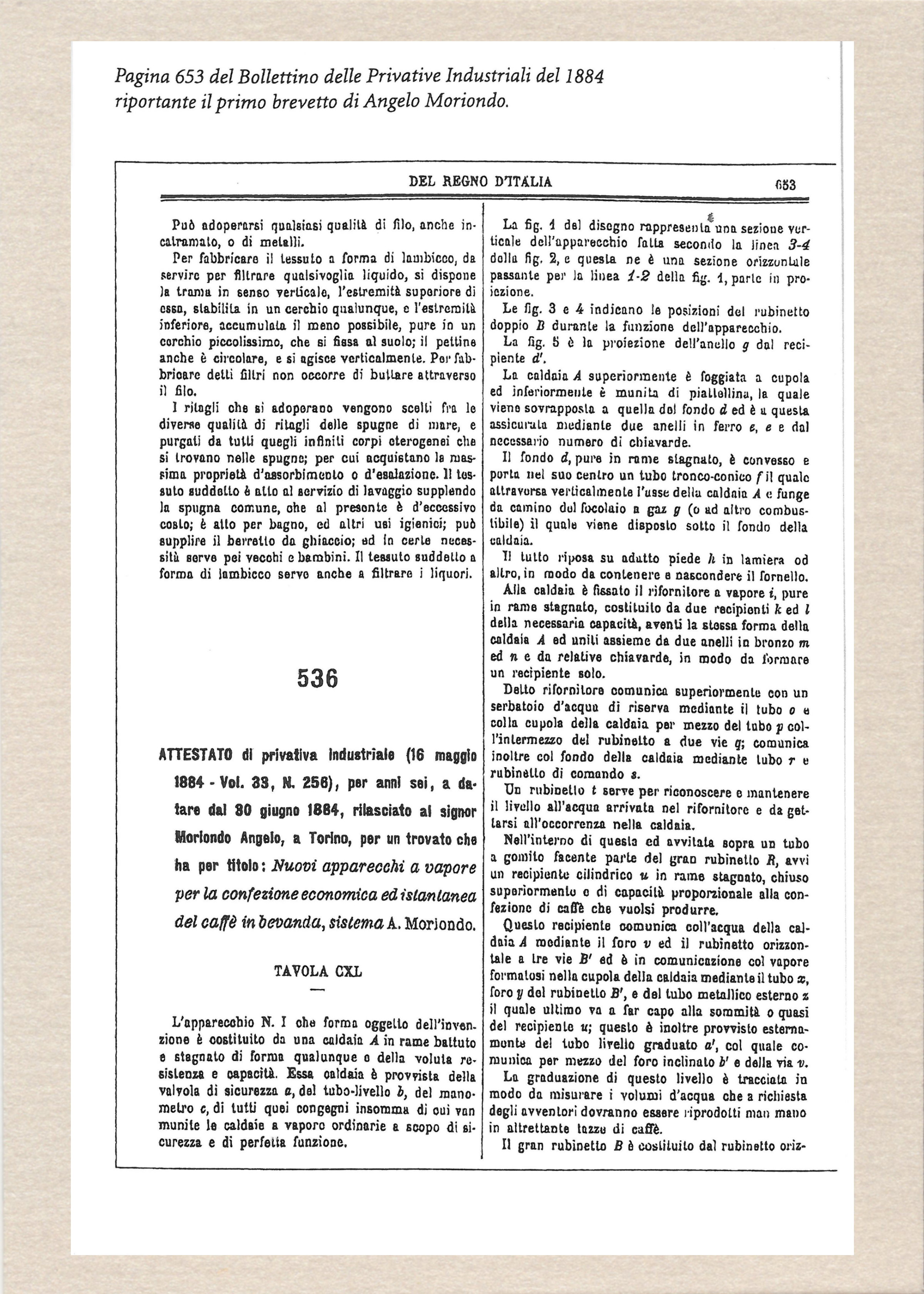
Bollettino privative industriali del 1884 attestante il brevetto

Il 20 novembre 1884, Moriondo presentò un'ulteriore documentazione allo scopo di ottenere anche il riconoscimento di privativa per successivi perfezionamenti apportati alla sua macchina. 
In seguito a questa seconda richiesta, con registrazione avvenuta al Vol. 34, n. 381, egli ottenne l'"Attestato completivo della privativa industriale rilasciata il 16 maggio 1884 – Vol. 33, n. 256, al signor Moriondo Angelo, a Torino, per un trovato che ha per titolo: Nuovo apparecchio a vapore per la confezione economica ed istantanea dl caffè in bevanda, sistema Moriondo." (Vedi documentazione n. 2)
Per la macchina, frutto della sua invenzione, presentata all'Esposizione di Torino, il Moriondo fu premiato con la "Medaglia di primo grado".
Effettivamente la macchina di Moriondo costituiva per il suo tempo una vera rivoluzione. Si trattava veramente di una macchina all’avanguardia, con la caldaia dotata di tutti i controlli (livello dell'acqua e pressione del vapore) nonché di valvola di sicurezza; era inoltre versatilissima potendo davvero produrre da una a molte tazze di caffè. Quel che la rendeva però del tutto speciale e nuova era il fatto d’essere munita di maniglia porta-filtro con attacco di fissaggio rapido: questo la rendeva veramente una macchina per caffè espresso, tanto che lo slogan dell’inventore pare fosse questo: "Venite al Ligure, vi daremo il caffè in un minuto".
Successivamente, forse anche in seguito al successo avuto dalla sua macchina all'Esposizione torinese e agli apprezzamenti ricevuti, Angelo Moriondo provvide a brevettare la sua invenzione anche all’estero. Nel 1885 ottenne infatti il brevetto anche in Francia, che gli fu rilasciato a Parigi il 23 ottobre di quell'anno.
Angelo Moriondo tuttavia non sfruttò industrialmente il suo brevetto avviando una produzione in serie e una commercializzazione su vasta scala, come sarebbe stato logico attendersi. È forse questo il motivo per cui il suo nome è poco conosciuto fra gli storici del caffè e delle macchine del caffè. Fra gli storiografi del caffè, il primo a parlare di Angelo Moriondo è stato l'australiano Ian Bersten.

## Gli anni successivi
Le sue attività imprenditoriali lo spinsero verso altri obiettivi: la sua macchina venne costruita in un numero limitato di esemplari e venne posta in servizio soprattutto nei suoi esercizi pubblici per i quali doveva servire da richiamo.
Egli aveva costituito la Società Anonima Stabilimenti del Ligure per la gestione dell’albergo e del caffè e da imprenditore apprezzato entrò a far parte del consiglio di amministrazione della Camera di Commercio di Torino.
Angelo Moriondo continuò ad interessarsi alla sua macchina per caffè espresso e, seguendo l’evolversi della tecnologia e della moda in quel campo, apportò in seguito ulteriori miglioramenti alla sua idea originale, tanto che il 12 novembre 1910 presentò un’ulteriore richiesta di privativa industriale per tre anni a seguito della quale l’8 giugno 1911 gli venne rilasciato il brevetto n. 113332 registrato al vol. 342, n. 167 avente per titolo: “Macchina per fare istantaneamente il caffè”. 
Nella descrizione dell’invenzione è scritto: “Oggetto della presente invenzione è una nuova macchina per fare il caffè capace di dare indifferentemente ed istantaneamente da una a più tazze di caffè oppure da uno a più litri”.
Di questa privativa (pochi mesi prima di morire e precisamente in data 30 dicembre 1913) chiese il prolungamento di validità per altri 4 anni, ottenendone l’attestato n. 139663 l’8 aprile 1914. 
Quest’ultimo brevetto sembrerebbe quasi essere una rivendicazione del suo primato nell’aver ideato una vera macchina per caffè espresso.
Angelo Moriondo morì nella sua casa di campagna a Marentino il 31 maggio 1914, all’età di 62 anni, quando era al culmine del suo successo imprenditoriale in campo alberghiero.